# Francisco Javier Balmis
Francisco Javier Balmis y Berenguer (Alicante, 1753 — Madrid, 1819) était un chirurgien militaire, médecin, botaniste et infectiologue espagnol.
À l’issue de sa formation comme chirurgien militaire, il s’enrôla dans l’armée, participa à une expédition contre Alger, puis vint à mener une carrière de chirurgien hospitalier en Nouvelle-Espagne, s’occupant plus particulièrement des malades vénériens. Son intérêt pour la botanique et pour la médecine indienne traditionnelle le conduisit à examiner scientifiquement les effets d’un remède de guérisseur, à base d’agave et de bégonia, puis, convaincu de son efficacité, le préconisa dans son Traité sur les vertus de l'agave et le bégonia paru en 1794 ; cette thérapeutique, si elle fut assez largement adoptée, demeura cependant controversée.
De retour en Espagne, il poursuivit ses études en vue de l’obtention du grade de médecin, et fut bientôt nommé médecin personnel du roi Charles IV. Début 1801, il sera parmi les premiers en Espagne à pratiquer la vaccination anti-variolique selon la méthode jennérienne et entreprit de traduire en castillan l’ouvrage sur ce thème rédigé par Moreau de la Sarthe. Lorsqu'il fut décidé de mettre sur pied, avec l'appui du monarque, une campagne de vaccination de masse dans tout l’Empire espagnol (y compris aux Philippines), c’est lui qui en prendra la tête ; l’expédition Balmis, ainsi qu’elle vint à être communément appelée, partie de la Corogne en novembre 1803, sera une réussite et le plus grand titre de gloire de Balmis. 
Revenu en Espagne en 1806 au terme de son périple autour du monde, il refusa de prêter serment à Joseph Bonaparte et préféra suivre la Junte centrale en Andalousie. De là, un ultime voyage le conduira au Mexique, dans le but — non atteint pour cause de troubles politiques — de ranimer les structures sanitaires mises en place par lui quelques années auparavant.

## Biographie

### Formation et carrière de chirurgien militaire
Francisco Javier de Balmis naquit à Alicante le 2 décembre 1753 et reçut le baptême trois jours après en la basilique Sainte-Marie (Basílica de Santa María), l’église la plus ancienne de la ville. Fils et neveu de chirurgiens-barbiers, il se conforma à la tradition familiale et entra à l’âge de 17 ans à l’hôpital militaire d’Alicante, où il restera cinq années. En 1775, il s’enrôla dans les rangs d’une expédition militaire engagée par la marine espagnole, sur ordre de Charles III, contre l'Alger des Zianides, expédition qui, placée sous le commandement du général d’comte O´Reilly, avait mission d’en finir avec les incursions de pirates barbaresques dans le Levant espagnol. 
Deux années plus tard, il sera examiné par une commission de chirurgiens sangradores et protobarberos attitrés, puis obtint en 1778 à Valence son habilitation à exercer la chirurgie. Il dut avoir rejoint le corps des chirurgiens militaires la même année, car dès le début du blocus de Gibraltar, il fut nommé assistant chirurgien en second. Le 8 avril 1781, il monta au grade de chirurgien de l’armée et fut versé dans le régiment de Zamora. C’est dans les rangs de ce régiment qu’il se rendit pour la première fois en Amérique, au sein de l’expédition du marquis del Socorro ; après le décès de la plupart des médecins par suite d'une épidémie dans l’armée expéditionnaire, il lui incomba d’exercer désormais les fonctions de médecin chirurgien. Du port vénézuélien de La Guaira, il s’embarqua à destination de la Havane, puis de là pour Veracruz, et dirigera pendant trois mois l’hôpital de Xalapa en qualité de médecin chirurgien. En 1786, il fut nommé chirurgien-major de l’hôpital militaire de San Juan de Dios de Mexico, capitale de la Nouvelle-Espagne, et après la fusion de cet hôpital ancien avec celui de San Andrés en 1790, Balmis deviendra directeur de la salle des malades vénériens. En reconnaissance de son travail en Nouvelle-Espagne, il fut admis en mars 1786 à l’Académie royale médico-matritense ('médico-madrilène'), et se vit décerner le titre de bachelier en arts de l’université de Mexico.

### Travaux scientifiques et ascension au statut de médecin
Durant l’année 1788, délaissant temporairement l’armée, il voyagea à travers le Mexique pour se vouer à l’étude de la flore locale et des remèdes traditionnels employés par les Indiens. À cette époque, l’un des guérisseurs les plus en vue, dénommé le Beato, préconisait l’usage d’une cure indigène contre les maladies vénériennes, à base d'une décoction de racines d’agave et de bégonia. Une série d’expériences menées à l’hôpital de San Juan de Dios et supervisées par le protomedicato finit par persuader les autorités des bienfaits de ce remède. Balmis, qui en avait connaissance mais doutait encore de son efficacité, décida, après qu’il eut été chargé en 1790 de la salle des maladies vénériennes à l’hôpital San Andrés, d’effectuer ses propres expériences et fut au bout d’un an convaincu de l’action bénéfique du remède ; il en modifia certes la composition originelle, en éliminant les ingrédients qui répondaient à des préceptes magiques ou rituels, tels que les pattes de devant d’un certain insecte etc.
L’intérêt de Balmis pour la botanique s’inscrit dans le mouvement de revitalisation des sciences naturelles survenu dans les dernières décennies du XVIIIe siècle, en particulier dans l’Espagne bourbonnienne, où le pouvoir créa une série d’institutions importantes, telles que, p.ex., le Jardin botanique de Madrid, fondé en 1755, en grande partie grâce à l’engouement de José Quer y Martínez, lui aussi chirurgien militaire de son état. L’étude de la flore américaine, commencée dès la Renaissance, fut poursuivie et complétée sous les règnes de Charles III et Charles IV. Vicente Cervantes, disciple de Casimiro Gómez Ortega, créa le Jardin botanique de Mexico. Balmis connaissait personnellement quelques-uns de ces naturalistes, avec lesquels il entretenait des rapports fréquents. 
En 1791, sa thérapeutique reçut l’approbation du protomedicato de Nouvelle-Espagne et l’appui du diocèse de Mexico. De retour en Espagne en 1792, muni d'un lot de maguey et un autre de bégonia, il commença en juin de la même année, sous la surveillance d’une commission nommée par le roi, des expériences dans trois hôpitaux de la cour. Ces essais suscitèrent une vive polémique et se heurtèrent à l’opposition du protomédico Bartolomé Piñera y Siles, qui attaqua Balmis avec âpreté dans un sien opuscule. Balmis répliqua en rédigeant un rapport intitulé Demostración de las eficaces virtudes, nuevamente descubiertas, en las raíces de las plantas de Nueva España, especies del ágave y begonia para la curación del vicio venéreo y escrofuloso ('Démonstration des vertus efficaces, nouvellement découvertes, contenues dans les racines des plantes de Nouvelle-Espagne, espèces de l’agave et de la bégonia, pour la guérison du vice vénérien et scrofuleux', 1794), dans lequel il expliqua avec détail comment les propriétés médicinales de ces espèces végétales étaient venues à sa connaissance et comment il avait ensuite soumis 53 cas cliniques à une étude minutieuse. En dépit des critiques, la méthode fut assez largement acceptée et le pape lui-même ordonna d’introduire le traitement dans les hôpitaux romains ; au surplus, en guise de reconnaissance à Balmis d’avoir apporté la bégonia en Europe, la plante reçut officiellement le nom de Begonia balmisiana dans l’inventaire de la flore mexicaine. 
En 1795, il se rendit à nouveau en Nouvelle-Espagne dans le but de récolter de nouvelles plantes (les lots précédents étant épuisés) et de les apporter en Espagne. Il fut ensuite nommé chirurgien de la chambre de Charles IV, ce qui lui valut un supplément de rémunération de 6 000 reales. Il entreprit des études à la Real Escuela de Medicina Práctica de Madrid, deuxième établissement de ce type à être créé en Espagne, à l’initiative de Charles IV, aux fins d’améliorer l’enseignement de la pratique clinique dans les facultés de médecine du pays. Sa promotion, ainsi obtenue, de chirurgien à médecin, du reste exemplaire de l’ascension sociale du chirurgien à partir de la seconde moitié du XVIIIe siècle, permit à Balmis de se faire admettre, de plein droit cette fois, dans des institutions telles que l’Academia Médica Matritense (=de Madrid), où une minorité éclairée s’attachait à rénover les conceptions scientifiques et idéologiques chez ses membres. Balmis acquit en 1797 le titre de bachelier en médecine de l’université royale de Tolède, et, sur les instances de la vice-reine de Nouvelle-Espagne, revêtu désormais du titre de médecin-chirurgien, regagna ce territoire. Il reprit ses travaux scientifiques, non seulement dans le domaine de la chirurgie, mais aussi en chimie, botanique et médecine pratique.

### Lutte contre la variole et expédition Balmis
Balmis fut dans les premières années du XIXe siècle l’un des avocats les plus précoces et les plus convaincus de la vaccination anti-variolique selon la méthode jennérienne. Le premier texte sur la vaccine paru en Espagne fut publié en 1799 à Barcelone ; il s’agissait d’un recueil d’écrits d’auteurs britanniques et français. Toutefois, le texte incontestablement le plus important parmi tous ceux traduits à cette époque, tant par son contenu que par son retentissement, fut la version espagnole que donna Balmis en 1803 du Traité historique et pratique de la vaccine, ouvrage de 1801 rédigé par le médecin français Louis-Jacques Moreau de la Sarthe, divulgateur de l’œuvre de Jenner et premier grand héraut de la vaccination en Europe continentale. La traduction de Balmis ne répondait pas seulement à un objectif de vulgarisation, mais avait aussi des visées pédagogiques ; le texte, imprégné de l’esprit des Lumières, se développait selon un plan précis et une méthode rigoureuse, et sera utilisé plus tard par le même Balmis au cours de son expédition pour enseigner une technique vaccinatoire correcte et pour prévenir ses possibles échecs et en exposer les causes. Balmais du reste possédait une connaissance approfondie de la vaccination jennérienne pour l’avoir pratiquée à Madrid dès 1801, dans le sillage des premiers essais en Espagne accomplis par le médecin catalan Francesc Piguillem i Verdacer.
En mars 1803, peu d’années donc après la découverte de la vaccination par Edward Jenner, l’idée naquit d’une expédition à caractère philanthropique, soutenue par la couronne espagnole, et chargée de mener une campagne de vaccination anti-variolique de masse dans tout l’Empire espagnol, où la variole restait très active et faisait de nombreuses victimes. Un plan d’exécution fut bientôt conçu par le médecin guatémaltèque José Felipe Flores. L’approbation royale obtenue et un système de financement sur fonds publics établi, la future expédition fut placée, sur requête expresse de Balmis auprès du roi, sous sa direction exclusive. L'expédition effectua entre 1803 et 1814, au départ du port de la Corogne, un voyage autour du monde, afin d’apporter le vaccin anti-variolique dans tous les territoires ― y compris les Philippines ― de ce qui était alors l’Empire espagnol. L’équipe expéditionnaire se composait de Balmis, directeur, du jeune médecin catalan José Salvany y Lleopart, sous-directeur, d’une dizaine de professionnels de la santé, d’un groupe d’enfants vaccinifères (c'est-à-dire porteurs vivants et temporaires de la variole bovine, et se transmettant celle-ci successivement l’un à l’autre de bras à bras) servant de réservoir de vaccine, et, pour prendre soin d’eux, de l’intendante (rectora) d’un orphelinat de La Corogne, Isabel Zendal, seul membre féminin de l’expédition.
Le périple, qui se déroula selon un itinéraire préétabli mais ajusté au fur et à mesure, allait comprendre une première partie où l’expédition fut conjointe (Canaries, Porto Rico, Venezuela), et une deuxième, où, après scission de l’expédition à La Guaira, deux équipes différentes suivront chacune leur itinéraire propre : celle, emmenée par Balmis, desservira le Mexique et, de là, passera aux Philippines ; l’autre, sous le commandement de Salvany, descendra vers le sud, visitant la Nouvelle-Grenade, Quito, le Pérou et le Haut-Pérou (actuelle Bolivie), où le sous-directeur, très éprouvé par le voyage et malade, connaîtra une fin tragique. En même temps, au sein de ces itinéraires distincts, se produiront de constantes subdivisions en groupes plus petits, à l’effet de donner plus d’ampleur et de dynamisme à la diffusion de la pratique vaccinale. De façon générale, l’accueil réservé aux expéditionnaires, tant par les autorités que par la population, fut excellent, même si çà et là, le pouvoir local se montrera réticent et la population méfiante, souvent par suite d’une commercialisation de la vaccination, antérieure à la venue de l’expédition et compromettant la gratuité ― explicitement prescrite par la cédule royale afférente ― de la campagne.
La mission que s’était assignée Balmis était double : il s’agissait non seulement d’introduire la vaccine, mais aussi de mettre en place toute une organisation propre à assurer la perpétuation sur plusieurs générations de la lymphe vaccinale, ce qui à cette époque, en l’absence de techniques de réfrigération, nécessitait une chaîne ininterrompue et bien réglementée d’enfants vaccinifères. À cet effet fut instaurée, dans toute ville d’importance visitée par l’expédition, une Commission centrale de vaccination (Junta Central de Vacuna), de laquelle dépendait un réseau de Commissions de vaccination de rang inférieur ; entre ces Commissions, aux membres desquelles il était expressément interdit de percevoir d’émoluments d’aucune sorte, devait exister une interconnexion réelle et devaient avoir lieu des échanges de points de vue et d’expériences, consignés dans des rapports scientifiques réguliers. Dans la même optique, Balmis eut soin de former (notamment en distribuant des exemplaires de l’ouvrage de Moreau de la Sarthe) le personnel médical local à la technique de vaccination et à ses aspects logistiques. Un autre point primordial était aux yeux de Balmis la nécessité d’obtenir la coopération des autorités, en particulier pour convaincre la population. Du reste, rien ou presque de l’organisation créée par Balmis ne survivra aux guerres d’indépendance, qui devaient éclater bientôt.  
Typiquement, lorsque Balmis se trouvait en Chine, où il avait tenté sans succès d’introduire la vaccine, il utilisa le temps qui lui restait avant le voyage de retour pour s’initier à l’art chinois et étudier les particularités de la médecine, de la chirurgie, de la pharmacie, de la physique et de la chimie traditionnelles chinoises. En même temps, il exécuta des centaines de dessins de la flore asiatique et embarqua à bord dix grandes caisses de plantes exotiques à l’intention du Jardin botanique de Madrid,.
Cette expédition, qu’imprégnait l’esprit des Lumières et qui s’inscrit dans une série d’expéditions scientifiques organisées par le pouvoir bourbonnien espagnol, fit l’admiration d’Edward Jenner et d’Alexander von Humboldt. Considérée comme une réussite, compte tenu notamment du grand nombre de personnes vaccinées, elle passe pour être la première expédition sanitaire internationale et l’une des entreprises de médecine préventive les plus ambitieuses de l’histoire.

### Guerre d’indépendance espagnole et dernier voyage pour le Mexique
À l’issue de son périple autour du monde, et après un bref séjour dans la capitale portugaise, Balmis loua une voiture et s’en retourna à Madrid d’abord, où se trouvait son domicile, puis poursuivit sa route vers le palais de San Idelfonso, où Charles IV avait installé sa cour et où Balmis connut son grand jour de gloire lorsque, le 7 septembre 1806, il fut reçu par le roi, qui le félicita pour le succès de la campagne.
Après que les troupes napoléoniennes eurent envahi l’Espagne et que Joseph Bonaparte eut été nommé roi d’Espagne en août 1808, Balmis, ayant refusé de lui jurer allégeance, subit une mesure de proscription et vit tous ses biens confisqués. Pendant l’occupation de Madrid par les troupes françaises, la maison de Balmis fut mise à sac, et il est probable que le journal détaillé de l’expédition fût alors irrémédiablement perdu. Balmis se transporta à Séville, emboîtant désormais le pas à la Junta Central, destinée à gouverner le pays en l’absence du roi. Celle-ci, en dépit de l’occupation étrangère et des événements convulsifs que vivait l’Espagne, autorisa Balmis fin novembre 1809 à se rendre au Mexique, avec mission de restaurer les structures sanitaires créées dans ces territoires lors de son voyage antérieur et d’y reprendre la diffusion de la vaccine, compte tenu que l’on avait recueilli des indices de ce que la lymphe vaccinale allait s’éteignant par suite du départ hors des zones de troubles du personnel médical chargé de sa conservation et perpétuation. 
À la mi-février 1810, Balmis, pressé par l’offensive du général français Sébastiani sur Malaga et fuyant les attaques britanniques contre les côtes d’Andalousie, prit donc précipitamment le départ de Cadix vers Veracruz. Le mouvement indépendantiste ayant gagné en ampleur entre-temps, les conditions en Nouvelle-Espagne avaient changé, et celle-ci n’était plus la paisible colonie qu’il avait quittée en 1805. Certes, celui qui avait été son ennemi, le vice-roi Iturrigaray, avait été destitué et remplacé par Francisco Javier de Lizana, archevêque de Mexico, puis celui-ci remplacé à son tour par Javier de Venegas. Mais Balmis crut devoir s’engager aux côtés des troupes espagnoles qui résistaient à l’invasion française dans quelques villes, comme Valladolid ou Xalapa. Dans de telles circonstances, il n’y avait plus guère pour Balmis, au regard de ses objectifs scientifiques et sanitaires, d’actions qu'il pût entreprendre efficacement.
Prenant le chemin de retour pour l’Espagne en août 1811, mettant ainsi un terme à ce qui aura été son ultime séjour en Amérique, il emporta avec lui, comme toutes les fois précédentes, « une caisse de plantes exotiques vivantes, afin qu’elles s’acclimatent et se propagent utilement dans la Péninsule ».
Dans l’Espagne de la restauration, il se vit conférer, en signe de reconnaissance, divers honneurs et plusieurs postes, qu’il occupa jusqu’à sa mort, le 12 février 1819, à l’âge de 66 ans.

## Personnalité
L’un des traits majeurs de la personnalité de Balmis était sa recherche incessante de la perfection dans tout ce qu’il entreprenait et, sans doute, une excessive confiance en lui-même, ce qui l’entraînait parfois à voir les autres comme inférieurs en capacité, et par conséquent, à titre d’exemple, à centraliser entre ses seules mains toute la direction de l’expédition de vaccination, n’admettant la participation de subalternes dans la prise de décision qu’en de rares occasions. Il assuma dès le début de l’opération l’entière responsabilité de celle-ci, habilité en cela par la faveur du monarque, qui reconnut et légitima la requête introduite par Balmis tendant à n’avoir à partager avec nul autre la direction de la campagne, et donc à en exclure José Felipe Flores, pourtant pressenti lui aussi à ce rôle, pour avoir été l’un des principaux concepteurs de cette expédition. Aussi, lorsqu’il se fut agi de trouver un navire idoine en vue du périple, Balmis intervint-il personnellement dans l’affaire et entendit inspecter en personne les navires candidats afin de déterminer quel était le plus approprié. Il est vrai que ses états de service antérieurs (vaccinations accomplies à Madrid, traduction d’un ouvrage sur le thème), son expérience scientifique et technique de la vaccination, sa connaissance du continent américain, et ses propres capacités le qualifiaient incontestablement à la fonction de directeur ; son énergie, sa ténacité et ses dons d’organisation pouvaient alors s'exercer pleinement.
De même, il ne pardonna pas l’indifférence ou la tiédeur avec lesquelles les autorités locales avec qui il avait affaire accueillaient parfois ce qu’il considérait comme un projet essentiel, à savoir diffuser la vaccine dans l’Empire espagnol. 
Les déceptions et déconvenues que les expéditionnaires eurent parfois à essuyer à la suite de tentatives de vacciner la population, faites antérieurement à leur arrivée au moyen de fluides dénaturés, donna lieu chez Balmis à une attitude négative, voire de dénigrement, vis-à-vis de tout ce qui avait été entrepris avant lui par les autorités locales et les médecins sur place. Sur l’île de Porto Rico en particulier, où les vaccinations publiques commencées par Francisco Oller Ferrer furent, par égard pour Balmis, suspendues peu avant l’arrivée de l’expédition, et où donc le rythme et la chaîne de vaccination avaient été inopportunément interrompus, Balmis se répandit en dures (et souvent injustes) critiques,. L’accueil fut, selon tous les témoignages, glacé, et les inimitiés ne faisaient que s’exacerber au fil des jours, les deux protagonistes Balmis et Oller s’affrontant sans cesse, notamment à coups de mémoires envoyés au roi, où ils s’accusaient mutuellement.
Les arguments de Balmis à cet égard, et sa méticulosité scientifique en général, ne peuvent du reste occulter une pointe de vanité, inhérente à sa personnalité, et la haute idée qu’il se faisait de ses propres aptitudes et de ses talents d’organisation et de commandement. Dans une lettre qu’il adressa le 18 juin 1803 au ministre de la Grâce et de la Justice, José Antonio Caballero, il justifia son attitude en déclarant que « si je prétends au commandement, ce n’est point par arrogance, ni par désir de commander, car dans ma maison je laisse le commandement aux domestiques, mais par la jalouse avidité (celo) de pouvoir réaliser une expédition aussi glorieuse, qui sera enviée de toutes les nations ».
La question pécuniaire semble l’avoir beaucoup préoccupé tout au long de l’expédition. Dans la plupart des documents de sa main qui ont été conservés, l’on trouve quelque allusion à la parcimonie des autorités locales, à la faible rétribution reçue, ou à la nécessité où il s’était trouvé à telle ou telle occasion de payer de sa propre poche. Il faut se garder toutefois d’interpréter ces lamentations récurrentes comme la manifestation d’une âpreté au gain, attendu en particulier que la libéralité de la couronne espagnole fut modérée au regard de l’envergure de cette entreprise.